# Ayoub El Yaqini
Ayoub El Yaqini är en marockansk taekwondoutövare. 

## Karriär
I november 2016 tog El Yaqini brons i 73 kg-klassen vid junior-VM i Burnaby. I juli 2022 tog han brons i 74 kg-klassen vid afrikanska mästerskapen i Kigali.